# Nertera cunninghamii
Nertera cunninghamii är en måreväxtart som beskrevs av Joseph Dalton Hooker. Nertera cunninghamii ingår i släktet Nertera och familjen måreväxter. Inga underarter finns listade i Catalogue of Life.